# های آیلند (تگزاس)
های آیلند (به انگلیسی: High Island) یک منطقهٔ مسکونی در ایالات متحده آمریکا است که در شهرستان گلوستون، تگزاس واقع شده‌است.های آیلند ۵۰۰ نفر جمعیت دارد و ۱۱٫۶ متر بالاتر از سطح دریا واقع شده‌است.